# Omphalotropis suteri
Omphalotropis suteri es una especie de molusco gasterópodo de la familia Assimineidae en el orden de los Mesogastropoda.

## Distribución geográfica
Es endémica de la Isla Norfolk.